# Rovine (film)
(Tagline del film)
Rovine (The Ruins) è un film del 2008 diretto da Carter Smith.
Film horror con protagonisti Jonathan Tucker, Shawn Ashmore e Jena Malone, basato sull'omonimo romanzo di Scott B. Smith, che ha curato anche la sceneggiatura.
Il film è stato distribuito in Italia a partire dal 27 giugno 2008.

## Trama
Due giovani coppie americane – Jeff e Amy, Eric e Stacy – vanno in vacanza in Messico. Fanno amicizia con il turista tedesco Mathias, in cerca di suo fratello Heinrich, visto l'ultima volta presso uno scavo archeologico in delle remote rovine Maya nella giungla. I quattro decidono di unirsi a lui assieme al greco Dimitri, un amico di Mathias. Il gruppo raggiunge le rovine di un tempio Maya e incontrano gli abitanti del posto, armati, che non parlano le loro lingue. Mentre gli amici cercano di spiegarsi, Amy calpesta accidentalmente alcuni rampicanti e i locali diventano estremamente agitati: Dimitri viene ucciso quando si avvicina loro per cercare di spiegarsi e il resto del gruppo viene spinto a scappare in cima al tempio.
Trovano un accampamento abbandonato e un pozzo e, sentendo un telefono squillare, Mathias si cala lungo il pozzo, ma cade e rimane paralizzato. Amy e Jeff cercano di ragionare con i Maya, che si rifiutano di lasciarli andare, senza successo; in un impeto di rabbia, Amy lancia delle viti strappate contro un ragazzino, che i Maya uccidono prontamente. I turisti realizzano quindi che i Maya hanno paura delle viti e non li lasceranno andare perché loro sono entrati in contatto con esse.
La mattina dopo, Stacy vede che un viticcio si è insinuato in una ferita sulla sua gamba e che le viti hanno divorato le gambe di Mathias fino all'osso. Si sente di nuovo il telefono, quindi Stacy e Amy si calano nel pozzo per cercarlo. Trovano il corpo di un giovane archeologo amico di Heinrich e un telefono rotto, realizzando che le viti hanno sviluppato la capacità di riprodurre i suoni, come lo squillo del cellulare. 
Mentre le condizioni di Mathias peggiorano, Jeff gli amputa le gambe per prevenire un'infezione. Stacy accusa Eric e Amy di avere una relazione e, mentre il gruppo litiga, Mathias viene strangolato dalle viti. Stacy sostiene che le viti le si sono insediate sotto la pelle, cosa che si rivela vera. La mattina dopo, Stacy si mutila nel tentativo di rimuovere le viti dal suo corpo e, mentre gli amici cercano di fermarla, lei, ormai isterica, per errore pugnala Eric mortalmente. Sopraffatta dal rimorso, Stacy implora i compagni di porre fine alle sue sofferenze e Jeff la uccide per misericordia.
Jeff cerca di distrarre i Maya per permettere ad Amy di scappare, venendo ucciso. Pur inseguita dai Maya, Amy riesce a raggiungere la jeep e a scappare, ignara che i due amici greci di Dimitri sono venuti a cercarlo proprio al tempio.

### Finale alternativo
In un finale alternativo, mentre Amy sta fuggendo con la jeep, si vedono dei rampicanti che si muovono sul suo viso, indicando che è stata infettata dalle viti. La versione estesa del finale mostra che, dopo la morte, Amy viene seppellita in un cimitero e le viti emergono dalla sua tomba, presumibilmente contagiando un custode. L'autore ha spiegato di aver cambiato il finale del libro (nel quale muoiono tutti i protagonisti) in quanto sarebbe potuto essere troppo negativo per il pubblico.

## Produzione
Ambientato in Yucatán, il film in realtà è stato girato interamente in Australia, nello stato del Queensland.